# Ann-Louise Eksborg
Ann-Louise Eksborg, född 20 maj 1947, är en svensk jurist och tidigare ämbetsman.
Ekborg har arbetat som domare i Svea hovrätt, varit rättschef på försvarsdepartementet samt varit expert i flera utredningar om värnpliktslagen, totalförsvarsplikten samt lednings- och myndighetsorganisation för försvaret.
Under perioden 1997 till 2002 var hon var generaldirektör för Statens haverikommission. 
Under perioden 2002 till 2007 var hon generaldirektör på Krisberedskapsmyndigheten.
Den 1 november 2007 tillträdde hon som särskild utredare för att genomföra sammanslagningen av Statens strålskyddsinstitut och Statens kärnkraftinspektion till den nya myndigheten Strålsäkerhetsmyndigheten. Hon blev sedan den nya myndighetens första generaldirektör från det att den inrättades 1 juli 2008 fram till 30 april 2012, då hon avgick med pension.